# Potenza (stad)
Potenza is de hoofdstad van de Zuid-Italiaanse regio Basilicata en van de gelijknamige provincie Potenza. De stad ligt ten oosten van Salerno en ten zuidwesten van Bari. In 2001 had de gemeente Potenza 66.391 inwoners (2019).
Potenza ligt in bergachtig gebied, in het zuidelijke deel van de Apennijnen. Het is een centrum voor onder meer landbouw en handel.
De stad is in de tweede eeuw v.Chr. door de Romeinen gesticht, en heette in de oudheid Potentia. Het was de hoofdstad van de Romeinse provincie Lucania.
De schutspatroon van de stad is de heilige Gerardus (San Gerardo).

## Geschiedenis
Vroeger hoorde de stad bij het Koninkrijk Napels. Op 16 december 1857 werd ze getroffen door een zware aardbeving, waarbij 11.000 tot 12.000 doden vielen.

## Bezienswaardigheden in en rondom Potenza
- Archeologisch museum
- Palazzo Ciccotti
- De kerk San Francesco

## Sport
Potenza SC is de voetbalclub van Potenza en geldt als de sterkste club van Basilicata.
Potenza was meermaals etappeplaats in wielerkoers Ronde van Italië. Dit was het laatst het geval in 2025 toen er een rit startte. Op 13 mei 2022 was Potenza voor het laatst aankomstplaats en toen won de Nederlander Koen Bouwman er de etappe.

## Partnersteden
- Denver (Verenigde Staten)

## Geboren
- Ruggero Deodato (1939-2022), acteur
- Vito Postiglione (1977), autocoureur